# Campeonato Mundial de Atletismo de 2005 - 20 km marcha atlética masculina
A marcha atlética masculina de 20 km no Campeonato Mundial de Atletismo de 2005 foi realizada nas ruas de Helsinque, na Finlândia, no dia 6 de agosto de 2005.

## Recordes
Antes desta competição, os recordes mundiais e do campeonato nesta prova eram os seguintes:
| Tipo                  | Atleta          | Tempo   | Local | Data                 |
| --------------------- | --------------- | ------- | ----- | -------------------- |
|                       | Jefferson Pérez | 1:17:21 | Paris | 23 de agosto de 2003 |
| Recorde do campeonato | Jefferson Pérez | 1:17:21 | Paris | 23 de agosto de 2003 |

## Medalhistas
| Ouro                  | Prata                    | Bronze                   |
| Jefferson Pérez (ECU) | Paquillo Fernández (ESP) | Juan Manuel Molina (ESP) |

## Calendário
Todos os horários estão no horário local (UTC+2)
| Data        | Horário | Fase  |
| ----------- | ------- | ----- |
| 6 de agosto | 18:40   | Final |

## Resultado final
A final ocorreu dia 6 de agosto às 18:40.
| Pos.              | Atleta              | Nacionalidade  | Tempo   | Notas                |
| ----------------- | ------------------- | -------------- | ------- | -------------------- |
| Medalha de ouro   | Jefferson Pérez     | Equador        | 1:18:35 | Recorde da temporada |
| Medalha de prata  | Paquillo Fernández  | Espanha        | 1:19:36 |                      |
| Medalha de bronze | Juan Manuel Molina  | Espanha        | 1:19:44 | Recorde pessoal      |
| 4                 | André Höhne         | Alemanha       | 1:20:00 | Recorde pessoal      |
| 5                 | Hatem Ghoula        | Tunísia        | 1:20:19 | Recorde da temporada |
| 6                 | Vladimir Stankin    | Rússia         | 1:20:25 |                      |
| 7                 | Benjamin Kuciński   | Polónia        | 1:20:34 |                      |
| 8                 | Eder Sánchez        | México         | 1:20:45 |                      |
| 9                 | Zhu Hongjun         | China          | 1:21:01 |                      |
| 10                | Luke Adams          | Austrália      | 1:21:43 |                      |
| 11                | Andriy Yurin        | Ucrânia        | 1:22:15 |                      |
| 12                | Luis Fernando López | Colômbia       | 1:22:28 |                      |
| 13                | Erik Tysse          | Noruega        | 1:22:45 |                      |
| 14                | Lorenzo Civallero   | Itália         | 1:22:52 | Recorde da temporada |
| 15                | Sérgio Galdino      | Brasil         | 1:23:03 |                      |
| 16                | Shin Il-Yong        | Coreia do Sul  | 1:23:10 |                      |
| 17                | Aigars Fadejevs     | Letônia        | 1:23:12 |                      |
| 18                | Jared Tallent       | Austrália      | 1:23:42 |                      |
| 19                | Silviu Casandra     | Roménia        | 1:23:46 |                      |
| 20                | Andrei Talashko     | Bielorrússia   | 1:23:52 |                      |
| 21                | Matej Tóth          | Eslováquia     | 1:23:55 |                      |
| 22                | José Ignacio Díaz   | Espanha        | 1:24:00 |                      |
| 23                | Takayuki Tanii      | Japão          | 1:24:17 |                      |
| 24                | Kamil Kalka         | Polónia        | 1:25:02 |                      |
| 25                | Akihiro Sugimoto    | Japão          | 1:25:28 |                      |
| 26                | Rafał Dyś           | Polónia        | 1:26:35 |                      |
| 27                | Edwin Centeno       | Peru           | 1:26:45 |                      |
| 28                | Liu Yunfeng         | China          | 1:26:54 |                      |
| 29                | Koichiro Morioka    | Japão          | 1:27:08 |                      |
| 30                | John Nunn           | Estados Unidos | 1:27:10 | Recorde da temporada |
| 31                | Timothy Seaman      | Estados Unidos | 1:29:58 |                      |
| 32                | Bengt Bengtsson     | Suécia         | 1:30:10 |                      |
| —                 | Ivano Brugnetti     | Itália         | DNF     |                      |
| —                 | Viktor Burayev      | Rússia         | DNF     |                      |
| —                 | João Vieira         | Portugal       | DNF     |                      |
| —                 | Ilya Markov         | Rússia         | DSQ     |                      |
| —                 | Bernardo Segura     | México         | DSQ     |                      |
| —                 | Ivan Trotski        | Bielorrússia   | DSQ     |                      |
| —                 | Yu Chaohong         | China          | DSQ     |                      |
| —                 | Cristian Berdeja    | México         | DSQ     |                      |
| —                 | Robert Heffernan    | Irlanda        | DSQ     |                      |
| —                 | Walter Sandoval     | El Salvador    | DSQ     |                      |
| —                 | Rolando Saquipay    | Equador        | DSQ     |                      |

Legenda
| Recorde mundial       | Recorde mundial (World record)               |                       | Recorde africano                      | Recorde africano (African) |                                           | Q | Classificado por posição (Qualified) |
| Recorde do campeonato | Recorde do campeonato (Championship record)  | Recorde da América    | Recorde da América (Americas)         | q                          | Classificado por melhor tempo (Qualified) |   |                                      |
| Melhor marca do ano   | Melhor marca do ano (World leading)          | Recorde asiático      | Recorde asiático (Asian)              | DNS                        | Não largou (Did not start)                |   |                                      |
| Recorde nacional      | Recorde nacional (National record)           | Recorde europeu       | Recorde europeu (European)            | DNF                        | Não terminou (Did not finish)             |   |                                      |
| Recorde pessoal       | Recorde pessoal do atleta (Personal best)    | Recorde da Oceania    | Recorde da Oceania (Oceania)          | DSQ / DQ                   | Desclassificado (Disqualified)            |   |                                      |
| Recorde da temporada  | Recorde da temporada do atleta (Season best) | Recorde sul-americano | Recorde sul-americano (South America) | NM                         | Sem marca (No mark)                       |   |                                      |